# Zeildoekloodje
Een zeildoekloodje was ten tijde van de zeildoekindustrie in Krommenie een waarmerk dat na opmeting van een zeildoek aan het doek werd bevestigd ter waarborging van de opgegeven lengte.

## Ontstaansgeschiedenis
Lange tijd (17e tot 19e eeuw) was Krommenie het centrum van de zeildoekweverij in Nederland. Zeildoeken werden door rolreders als huisnijverheid vervaardigd en op rollen verkocht. Om de lengte van het zeildoek te meten werd de Crommeniër el gebruikt. Aangezien deze maat afweek van andere ellen, zoals de Amsterdamse el, en het doek na aanmaak ongeveer 3% kromp, leidde dit regelmatig tot geschillen en processen. Om hieraan een einde te maken werd in 1656 door het bannebestuur een rolmeter beëdigd. Na meting door de rolmeter werden de rollen doek door hem of zijn assistent voorzien van een zeildoekloodje.

## Beschrijving
Het loodje bevatte informatie over de lengte van de doek (in Nederlandse ellen), de vervaardiger en de plaats van vervaardiging. Op de keerzijde was het gemeentewapen van Krommenie afgebeeld, alsmede de kosten van de meting. Het loodje werd middels een contraloodje aan het doek bevestigd.

## Akte
De akte waarin dit proces werd beschreven en verplicht gesteld werd, werd op 12 februari 1656 opgemaakt en diezelfde dag afgekondigd op de trap van het raadhuis van Krommenie.